# La Bruyère (Haute-Saône)
La Bruyère is een gemeente in het Franse departement Haute-Saône (regio Bourgogne-Franche-Comté) en telt 206 inwoners (2011). De oppervlakte bedraagt 6,32 km², de bevolkingsdichtheid is 32,6 inwoners per km².

## Demografie
Onderstaande figuur toont het verloop van het inwonertal (bron: INSEE-tellingen).

1. ↑  Populations de référence 2022.